# 卡斯姆
卡斯姆是位於愛沙尼亞北部西維魯縣的一個村鎮。卡斯姆首次被提及是在1453年。現在卡斯姆有人口131人。

## 外部連結
- Käsmu Sea Museum （页面存档备份，存于） （文）
- Käsmu Village Society （页面存档备份，存于） （文）